# 云南暴鱼
云南暴鱼（学名：Feroxichthys yunnanensis）是在中国云南省罗平县发现的一种已灭绝的新鳍鱼类，隶属于疣齿鱼科暴鱼属，发现时被认为是当时世界上最古老的疣齿鱼科鱼类。

## 形态特征
云南暴鱼体长34厘米，上颌口缘牙齿强壮有力，其下颌内侧和翼骨上都具有粗壮的牙齿。